# Военно-воздушные силы Австрии
Военно-воздушные силы Австрии. ВВС Австрии (нем. Östereichische Luftstreitkräfte) — один из двух видов Вооружённых сил Австрии.
ВВС Австрии были созданы в 1955 году одновременно с вооружёнными силами государства. Первыми самолётами стали Як-11 и Як-18, полученные от СССР. Будучи нейтральным государством, Австрия располагает одними из самых малочисленных ВВС в Европе, выполняющими сугубо оборонительные задачи. В течение долгого времени единственными боевыми самолётами на вооружении были перехватчики Saab 35 «Дракен». В настоящее время они заменены на современные многоцелевые истребители «Тайфун».

## Структура

### Командование ВВС
КОМАНДОВАНИЕ ВВС (нем. Kommando Luftstreitkräfte) (с января 2017, дивизионный эквивалент) (Зальцбург)
- Командование наблюдения воздушного пространства (Kommando Luftraumüberwachung) (бригадный эквивалент)[2] (Вальс-Зиценхайм, поблизости Зальцбурга)
  - Командование (нем. Kommando) (Вальс-Зиценхайм, поблизости Зальцбурга)
  - Оперативный штаб (нем. Betriebsstab) (Санкт-Иоганн-им-Понгау, поблизости Зальцбурга и Вена)
  - Эскадра наблюдения (нем. Überwachungsgeschwader) (Цельтвег)
    - Штабная рота (нем. Stabskompanie) (Цельтвег)
    - 1-я Эскадрилья (нем. 1. Staffel) (Цельтвег) — Eurofighter Typhoon
    - 2-я Эскадрилья (нем. 2. Staffel) (Цельтвег) — Eurofighter Typhoon
    - Центр управления воздушным движением авиабазы Цельтвег (нем. Militärflugleitung Zeltweg)
    - Центр подготовки лётного персонала и симуляционного обучения (нем. Ausbildungs- und Simulationszentrum) (Цельтвег)
    - Аэродромная рота (нем. Flugbetriebskompanie) (Цельтвег)
    - Охранная и учебная рота (нем. Wachsicherungs- und Ausbildungskompanie) (Цельтвег)

  - Батальон ПВО 2 (нем. Fliegerabwehrbataillon 2) (Цельтвег и Айген-им-Энсталь) — ПЗРК Мистраль и Эрликон GDF-005
  - Радиолокационный батальон (нем. Radarbataillon) (Зальцбург)
  - Авиаремонтный завод 2 (нем. Fliegerwerft 2) (Цельтвег) — ремонт Eurofighter Typhoon, Saab 105 и Pilatus PC-7 и управляемых ракет, лётной поддержки аэродрома Цельтвег
  - Логистическо-технический центр (нем. Technisch-Logistisches Zentrum) (Цельтвег) — ремонт техники РЛС и связи
- Командование воздушной поддержки (Kommando Luftunterstützung) (бригадный эквивалент)[3] (Хёршинг, поблизости Линце)
  - Штабная рота (нем. Stabskompanie) (Хёршинг)
  - Воздушно-транспортная эскадрилья (нем. Lufttransportstaffel) (Хёршинг) — C-130K
  - 1-я Транспортно-вертолётная эскадрилья (легкая) (нем. 1. leichte Transporthubschrauberstaffel) (Хёршинг) — Agusta-Bell 212
  - 2-я Транспортно-вертолётная эскадрилья (легкая) (нем. 2. leichte Transporthubschrauberstaffel) (Хёршинг) — Agusta-Bell 212
  - Вертолётная эскадрилья связи (нем. Verbindungshubschrauberstaffel) (Айген-им-Энсталь) — Sud-Aviation Alouette SA.316B
  - Аэродромная рота (нем. Flugbetriebskompanie) (Хёршинг)
  - Перегрузочная часть (нем. Lufttransportumschlag-Einheit) (Хёршинг)
  - Эскадра воздушной поддержки (нем. Luftunterstützungsgeschwader) (Тульн-Лангенлебарн)
    - Транспортно-вертолётная эскадрилья (средняя) (нем. mittlere Transporthubschrauberstaffel) — S-70A
    - Многоцелевая вертолётная эскадрилья (нем. Mehrzweckhubschrauberstaffel) — OH-58B
    - Самолётная эскадрилья (нем. Flächenstaffel) — PC-6/B2-H2/B2-H4
    - Разведывательная эскадрилья (нем. Luftaufklärungsstaffel) — PC-6/B2-H2/B2-H4, OH-58B
    - части наземной поддержки

  - Авиаремонтный завод 1 (нем. Fliegerwerft 1) (Тульн-Лангенлебарн) — ремонт Sikorsky S-70A, Bell OH-58 и Pilatus PC-6, лётной поддержки аэродрома Лангенлебарн
  - Авиаремонтный завод 3 (нем. Fliegerwerft 3) (Хёршинг) — ремонт Agusta-Bell 212 и Sud-Aviation Alouette SA.316B (в Айгене), двигателей для C-130, двигателей для Saab 105, лётной поддержки аэродрома Хёршинг
  - Логистический центр авиационной техники (нем. Luftfahrttechnologisches Logistikzentrum) (Хёршинг)
- Школа войск ВВС и ПВО (нем. Flieger- und Fliegerabwehrtruppenschule) (бригадный эквивалент, подчинённая министерству обороны, вне структуры ВВС) (Тульн-Лангенлебарн)
  - Штабное отделение (нем. Stabsabteilung)
  - Институт лётчиков (нем. Institut Flieger) (Цельтвег)
    - Учебный отдел самолётов (нем. Lehrabteilung Fläche) (Цельтвег) — PC-7, DA40NG
    - Учебный отдел вертолётов (нем. Lehrabteilung Hubschrauber) (Тульн-Лангенлебарн) — Alouette SA.316B

  - Институт зенитной артиллерии (нем. Institut Fliegerabwehr) (Тульн-Лангенлебарн)
  - Институт наземных служб (нем. Institut Fliegerbodendienste) (Тульн-Лангенлебарн)
  - Институт авиационной техники (нем. Institut Luftfahrttechnik) (Тульн-Лангенлебарн)
  - Учебная рота (нем. Lehrkompanie) (Тульн-Лангенлебарн) — начальная подготовка солдат
  - Научно-исследовательский и доктринальный отдел (нем. Grundlagenabteilung)
    - Сектор воздушных операций (нем. Referat Luftoperationen)
    - Сектор правления воздушного движения (нем. Referat Flugverkehrsmanagement)
    - Сектор воздухоплавания и воздушного транспорта (нем. Referat Flugwesen und Transport)
    - Сектор ПВО (нем. Referat Fliegerabwehr)
    - Сектор авиационной техники (нем. Referat Luftfahrttechnik)
    - Сектор РЭБ (нем. Referat Elektronische Kampfführung)
    - Сектор обучения посредством компьютерных способов (нем. Referat Computerunterstützte Ausbildung)

## Пункты базирования

### Действующие
- Авиабаза Брумовски, Нижняя Австрия
- Аэродром Хинтерштройсер, Цельтвег, Штирия (подготовка пилотов самолётов)
- Аэродром Фиала Фернбругг, Айген (Энсталь), Штирия (подготовка пилотов вертолётов)
- Аэродром Фоглер, Хёршинг, Верхняя Австрия (две эскадрильи транспортных самолётов и вертолётов)
- Аэродром Винер Нойштадт / Запад
- Вертолётная база Швац, Тироль
- Вертолётная база Пунитц
- Вертолётная база Клагенфурт
- База Аленштейг

## Боевой состав
| Обозначение формирования или части | Вооружение и оснащение | Место расположения |
| ---------------------------------- | ---------------------- | ------------------ |
|                                    |                        |                    |
|                                    |                        |                    |
|                                    |                        |                    |
|                                    |                        |                    |
|                                    |                        |                    |
|                                    |                        |                    |
|                                    |                        |                    |

## Техника и вооружение
Данные о технике и вооружении ВВС Австрии взяты из ежегодного отчёта Международного института стратегических исследований «The Military Balance».
| Тип                      | Производство    | Назначение                | Количество      | Примечания                                                                                  | Изображение     |                 |
| Боевые самолёты          | Боевые самолёты | Боевые самолёты           | Боевые самолёты | Боевые самолёты                                                                             | Боевые самолёты | Боевые самолёты |
| ------------------------ | --------------- | ------------------------- | --------------- | ------------------------------------------------------------------------------------------- | --------------- | --------------- |
| Eurofighter Typhoon      | Европа          | многоцелевой истребитель  | 15.             | Планировано 24, заказ сокращён до 18, а затем до 15, предстоит замена на более дешёвый тип. |                 |                 |
| Транспортные самолёты    |                 |                           |                 |                                                                                             |                 |                 |
| Lockheed C-130K          | США             | транспортный самолёт      | 3               | Получены от RAF                                                                             |                 |                 |
| Pilatus PC-6/B           | Швейцария       | общего назначения         | 8               | Получено 26, 5 на консервации                                                               |                 |                 |
| Учебные самолёты         |                 |                           |                 |                                                                                             |                 |                 |
| Saab 105OE               | Швеция          | учебно-боевой             | 12              | Получено 40                                                                                 |                 |                 |
| Pilatus PC-7             | Швейцария       | учебно-тренировочный      | 12              |                                                                                             |                 |                 |
| DA40NG                   | Австрия         | учебно-тренировочный      | 4               |                                                                                             |                 |                 |
| Вертолёты                |                 |                           |                 |                                                                                             |                 |                 |
| Aerospatiale SA316/SA319 | Франция         | многоцелевой вертолёт     | 19              | Получено 29, предстоит замена на 12 многоцелевых вертолётов                                 |                 |                 |
| Bell OH-58B Kiowa        | США             | разведывательный вертолёт | 10              |                                                                                             |                 |                 |
| Agusta-Bell AB 212       | Италия          | транспортный вертолёт     | 23              | Получено 26                                                                                 |                 |                 |
| Sikorsky S-70A-42        | США             | транспортный вертолёт     | 9               | Заказано ещё 3 варианта S-70i                                                               |                 |                 |

### Бывшие самолёты и вертолёты австрийских ВВС
- Yakovlev YAK-18 «Max» (4 единицы в эксплуатации с 1955 по 1960 год)
- Yakovlev YAK-11 «Moose» (4 единицы в эксплуатации с 1956 по 1965 год)
- Agusta-Bell AB-47G2 (9 единиц в эксплуатации с 1956 по 1969 год)
- Bell 47 G2 (1 единица в эксплуатации с 1956 по 1969 год)
- Cessna 172 «Skyhawk» (1 единица в эксплуатации с 1957 по 1958 год)
- Fiat G.46-4B (5 единиц в эксплуатации с 1957 по 1963 год)
- Saab B17A (1 единица в эксплуатации с 1957 по 1963 год)
- Piper PA18-95 «Super Cub» (7 единиц в эксплуатации с 1957 по 1965 год)
- Piper PA18-150 «Super Cub» (2 единицы в эксплуатации с 1957 до 1965)
- Zlin Z-126 «Trener» (4 единицы в эксплуатации с 1957 по 1965 год)
- Cessna 182A/B «Skylane» (2 единицы в эксплуатации с 1957 по 1966 год)
- De Havilland DH-115 «Vampire» TMk.55, TMk.11 (9 единиц в эксплуатации с 1957 по 1972 год)
- Piaggio P.149D (1 единица в эксплуатации с 1958 по 1965)
- Westland S-55 «Whirlwind» (10 единиц в эксплуатации с 1958 по 1965)
- Sud Aviation «Alouette II» (16 единиц в эксплуатации с 1958 по 1975 год)
- Cessna L-19E «Bird Dog» (7 единиц в эксплуатации с 1958 по 1997)
- Grunau Baby IIb (2 единицы в эксплуатации с 1959 по 1962 г.)
- North American LT-6G «Texan» (10 единиц в эксплуатации с 1959 по 1971 год)
- Potez/Fouga CM170 «Magister» (18 единиц в эксплуатации с 1959 по 1972 год)
- Cessna L-19A «Bird Dog» (22 единицы в эксплуатации с 1959 по 1997)
- Bell H-13H «Sioux» (17 единиц в эксплуатации с 1960 по 1976 год)
- De Havilland Canada DHC-2 «Beaver» (6 единиц в эксплуатации с 1960 по 1976 год)
- Saab J-29F «Tunnan» (30 единиц в эксплуатации с 1961 по 1972 год)
- Musger Mg.19A «Steinadler» (2 единицы в эксплуатации с 1962 по 1977 год)
- Agusta-Bell AB-204 (26 единиц в эксплуатации с 1963 по 1982 год, вновь используются с 2001 г.)
- Saab 91D «Safir» (24 единиц в эксплуатации с 1964 по 1993 год)
- Short SC.7 SRS 3M «Skyvan» (2 единицы в эксплуатации с 1969 по 2007 год)
- Agusta-Bell AB-206A «Jet-Ranger» (13 единиц в эксплуатации с 1969 по 2009 год)
- Sikorsky S-65C-2 (2 единицы в эксплуатации с 1970 по 1981 год)
- Saab J-35OE Mk.II «Draken» (24 единиц в эксплуатации с 1987 по 2005 год + 1 единица без двигателя)
- Casa CN-235-300 (снят производителем) (1 единица в эксплуатации с 2000 по 2002 год)
- Northrop F-5E «Tiger II» (арендованы в Швейцарии) (12 единиц в эксплуатации с 2005 по 2008 год)

## Опознавательные знаки

Опознавательный знак

### Эволюция опознавательных знаков ВВС Австрии
| Опознавательный знак | Знак на фюзеляж | Знак на киль | Когда использовался            | Порядок нанесения |
| -------------------- | --------------- | ------------ | ------------------------------ | ----------------- |
|                      |                 |              | 1914 — 1918                    |                   |
|                      |                 |              | 1918                           |                   |
| нет                  | нет             |              | 1918 — 1922                    |                   |
|                      |                 |              | 1936 — 1938                    |                   |
|                      |                 | нет          | с 1955 года по настоящее время |                   |

## Знаки различия

### Генералы и офицеры
| Категории               | Генералы      | Генералы          | Генералы          | Генералы      | Старшие офицеры | Старшие офицеры | Старшие офицеры | Младшие офицеры | Младшие офицеры   | Младшие офицеры | Младшие офицеры   |
| ----------------------- | ------------- | ----------------- | ----------------- | ------------- | --------------- | --------------- | --------------- | --------------- | ----------------- | --------------- | ----------------- |
| Знак на петлицы         |               |                   |                   |               |                 |                 |                 |                 |                   |                 |                   |
| На полевую форму        |               |                   |                   |               |                 |                 |                 |                 |                   |                 |                   |
| На форме 57/03          |               |                   |                   |               |                 |                 |                 |                 |                   |                 |                   |
| На головной убор        |               |                   |                   |               |                 |                 |                 |                 |                   |                 |                   |
| Австрийской звание      | General       | Generalleutnant   | Generalmajor      | Brigadier     | Oberst          | Oberstleutnant  | Major           | Hauptmann       | Oberleutnant      | Leutnant        | Fähnrich          |
| Российское соответствие | Генерал армии | Генерал-полковник | Генерал-лейтенант | Генерал-майор | Полковник       | Подполковник    | Майор           | Капитан         | Старший лейтенант | Лейтенант       | Младший лейтенант |
| ранг                    | OФ-9          | OФ-8              | OФ-7              | OФ-6          | OФ-5            | OФ-4            | OФ-3            | OФ-2            | OФ-1а             | OФ-1б           | OФ-1в             |

### Сержанты и солдаты
| Категории               | Подофицеры        | Подофицеры              | Подофицеры            | Подофицеры        | Подофицеры       | Подофицеры   | Сержанты        | Сержанты | Сержанты  | Солдаты |
| ----------------------- | ----------------- | ----------------------- | --------------------- | ----------------- | ---------------- | ------------ | --------------- | -------- | --------- | ------- |
| Знак на петлицы         |                   |                         |                       |                   |                  |              |                 |          |           |         |
| На полевую форму        |                   |                         |                       |                   |                  |              |                 |          |           |         |
| На форме 57/03          |                   |                         |                       |                   |                  |              |                 |          |           |         |
| На головной убор        |                   |                         |                       |                   |                  |              |                 |          |           |         |
| Австрийское звание      | Vizeleutnant      | Offiziersstellvertreter | Oberstabswachtmeister | Stabswachtmeister | Oberwachtmeister | Wachtmeister | Zugsführer      | Korporal | Gefreiter | Rekrut  |
| Российское соответствие | Старший прапорщик | Прапорщик               | Старшина              | Старший сержант   | Сержант          | нет          | Младший сержант | нет      | Ефрейтор  | Рядовой |
| ранг                    | OP-9              | OP-9                    | OP-8                  | OP-7              | OP-6             | OP-5         | OP-4            | OP-3     | OP-2      | OP-1    |

## Галерея

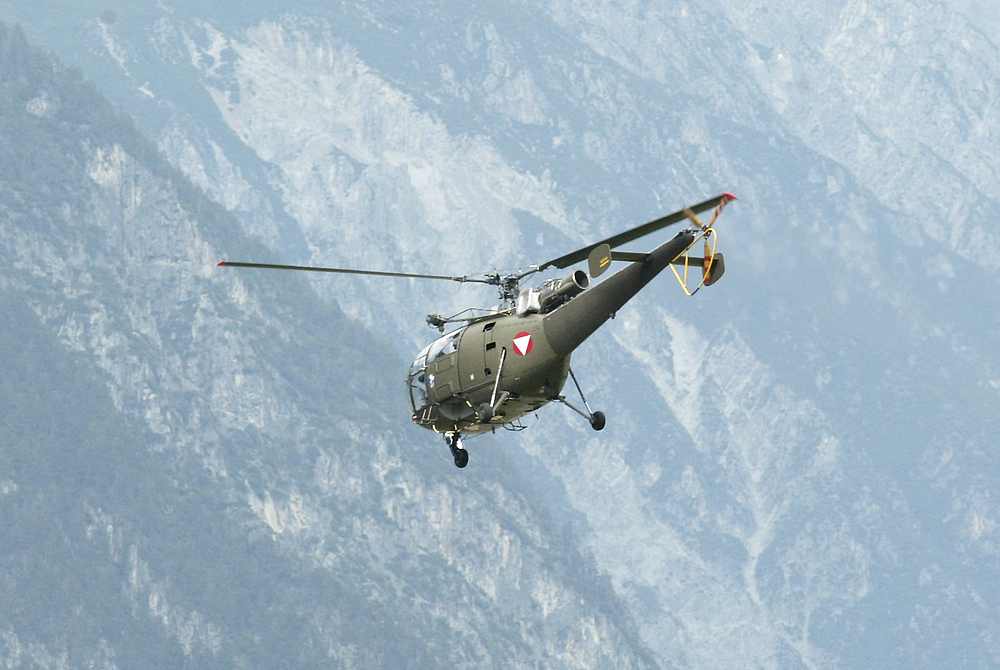
Aerospatiale SA 316A
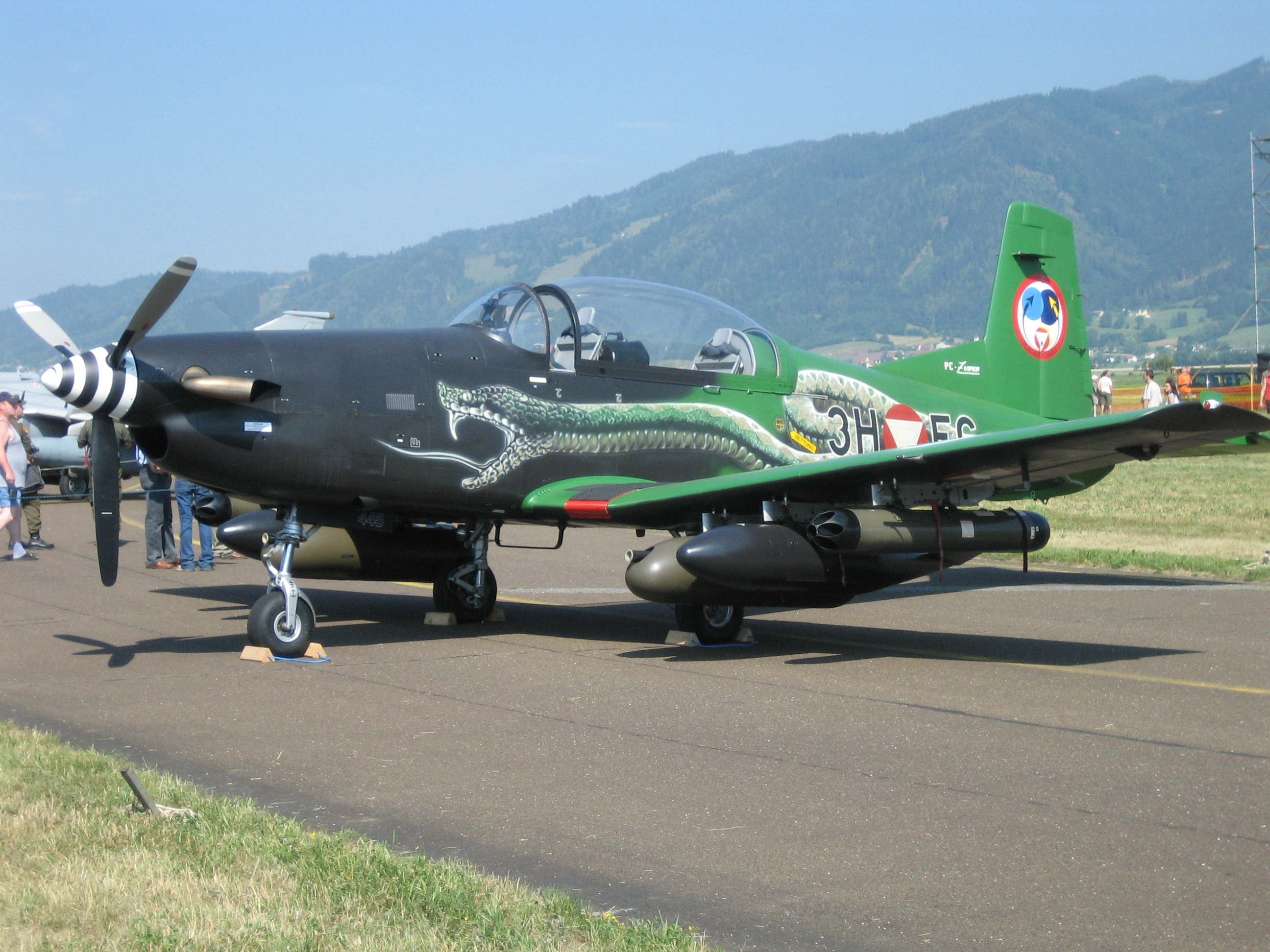
Pilatus PC-7 Turbo Trainer '3H-FG'